# Orobanche yunnanensis
Orobanche yunnanensis là loài thực vật có hoa thuộc họ Cỏ chổi. Loài này được (Beck) Hand.-Mazz. mô tả khoa học đầu tiên năm 1936.